# Бут, Вениамин Евгеньевич
Вениамин Евгеньевич Бут (род. 1 августа 1961, Ленинград) — президент федерации гребного спорта России (2012—2016 гг.), советский спортсмен, серебряный призёр Олимпиады в Сеуле (1988) в соревнованиях по академической гребле. Заслуженный мастер спорта СССР (1986).

## Биография
В академическую греблю пришёл в 1976 году в Ленинграде. Первый тренер — Виктор Александрович Поточкин, затем тренировался у Эдуарда Лина.
Первая победа состоялась в 1977 году — в составе экипажа восьмёрки, представлявшего клуб «Знамя», Бут выиграл чемпионат Ленинграда среди юниоров.
В 1983 году был призван в ряды вооружённых сил СССР, в результате чего перешёл в общество «Динамо», за которое и выступал до окончания карьеры.
В 1992 году завершил спортивную карьеру.
Образование: высшее Национальный государственный университет физической культуры, спорта и здоровья имени П. Ф. Лесгафта, в 2006 году окончил курсы МВА международной программы администрирования.
- 1993—1998 годы — Предпринимательская деятельность в городе Санкт-Петербург
- 1998—2007 годы — Ведущий специалист по работе с управляющим персоналом ЗАО «Джек-Пот», г.Москва.
- 2008 — по н.в. — Генеральный директор ООО «Город молодого поколения», г. Москва.
- 2012—2016 годы — президент Федерации гребного спорта России.

Семейное положение: женат, имеет 2 сыновей, дочь, а также 3 внуков и внучку.

## Достижения
- Серебро Олимпиады в Сеуле (1988) в составе сборной СССР (восьмёрка)[4]
- Чемпион мира (1985) в составе сборной СССР (восьмёрка)[5]
- Дважды серебряный призёр чемпионатов мира (1986 и 1987 года) в составе сборной СССР (восьмёрка и четверка без рулевого)
- 8-кратный чемпион СССР (с 1984 по 1992 года)
- С общественной деятельностью Вениамина Бута (2012-2016гг) связывают начало возрождения российской академической гребли, после затяжного кризиса в данном виде спорта 2005-2012гг[источник не указан 2482 дня]

## Награды
- Медаль «За трудовую доблесть» (1988 год)
- Медаль «В память 300-летия Санкт-Петербурга»

## Любопытные факты
- В 1994 году, уже после окончания карьеры, друзья-спортсмены уговорили Вениамина Бута отправиться с ними в составе восьмёрки на открытый чемпионат Финляндии по академической гребле. Бут после долгих раздумий согласился и, не тренировавшись два года, выиграл соревнования[источник не указан 2482 дня].